# Солонарь, Владимир Анатольевич
Владимир Анатольевич Солонарь (рум. Vladimir Solonari; род. 20 октября 1959) — молдавский политик и историк.

## Биография
Окончил исторический факультет Кишинёвского университета (1981) и аспирантуру МГУ, кандидат исторических наук (1986, диссертация «Борьба лейбористской партии Великобритании по программным вопросам на рубеже 60—70-х годов»). В 1986—1990 гг. преподавал в Кишинёвском университете, затем в 1992—1993 гг. в Тираспольском университете.
В 1989 г. принял участие в учредительном съезде движения «Единство», выступавшего в поддержку единства СССР. В 1990—1994 гг. депутат Верховного Совета Молдавии, затем в 1994—2001 гг. депутат парламента Молдовы, председатель комиссии по правам человека и национальным меньшинствам, член парламентской делегации Молдавии при Совете Европы, лидер Гражданской партии.
В 2003 году покинул Молдавию, живёт в США. Преподаёт в Университете Центральной Флориды. Опубликовал монографию «Очищение нации: Обмен населением и этнические чистки в союзной нацистам Румынии» (англ. Purifying the Nation: Population Exchange and Ethnic Cleansing in Nazi Allied Romania; 2009, русское издание вышло в 2020 году).
В 2010 году называл письменное обращение либеральной литературной общественности к президенту Б. Н. Ельцину октября 1993 года (Письмо сорока двух) «возмутительным примером» дискредитации политических оппонентов: «Чтение этого текста и сегодня вызывает вопрос: кто тут больше подобен „фашистам“ — те, кого письмо называет таковыми, или его авторы?».

## Публикации
- Очищение нации. Насильственные перемещения населения и этнические чистки в Румынии в период диктатуры Иона Антонеску (1940—1944). Авторизованный пер. с румын. А. Тулбуре под ред. Л. Мосионжника. — СПб.: Нестор-История, 2020.